# 망성초등학교
망성초등학교는 대한민국 전북특별자치도 익산시 망성면 장선리에 있는 공립 초등학교이다.

## 학교 연혁
- 1929년 4월 24일 망성공립보통학교(4년제) 개교
- 1938년 4월 1일 망성공립심상소학교 개칭[1]
- 1941년 4월 1일 망성공립국민학교 개칭[2]
- 1941년 5월 10일 6년제 학제 시행
- 1949년 9월 1일 성북국민학교 분리
- 1955년 4월 10일 성남국민학교 분리
- 1982년 3월 3일 병설유치원 개원
- 1996년 3월 1일 망성초등학교 개칭[3]
- 2011년 3월 1일 성남초등학교 통합
- 2013년 3월 1일 망성초등학교 교사 신축
- 2018년 3월 1일 제25대 강숙희 교장 부임
- 2020년 2월 7일 제87회 졸업 (총 6,100명)

## 학교 상징
- 우리 학교 꽃 - 개나리 : 희망과 밝고 진실한 마음
- 우리 학교 나무 - 소나무 : 인내와 청고하고 꿋꿋한 기상
- 우리 학교 새 - 비둘기 : 창공을 나는 새가 상징하는 꿈과 동경

## 참고 자료
- 망성초등학교 - 한국교육학술정보원 학교알리미